# 줌인 내 인생의 특종
《줌인 내 인생의 특종》은 1999년 7월 27일에서 1999년 10월 5일까지 방영되었던 연예오락 프로그램이다.